# Foramen pétreux
Le foramen pétreux (ou trou d'Arnold) est un orifice osseux inconstant de la grande aile de l'os sphénoïde situé dans la fosse crânienne moyenne.

## Structure
Le foramen pétreux est situé en arrière du foramen ovale. Il correspond à l'ouverture supérieure du canal innominé d'Arnold qui communique avec le plexus tympanique.
Il permet le passage du nerf petit pétreux et son rameau communiquant avec le plexus tympanique.